# Cordeiro Bragançano
O Cordeiro Bragançano DOP é um produto de origem portuguesa com Denominação de Origem Protegida pela União Europeia (UE) desde 21 de junho de 1996.
Os cordeiros são da raça Churra Galega Bragançana, abatidos com 3 a 4 meses de idade e criados de forma tradicional.

## Agrupamento gestor
O agrupamento gestor da denominação de origem protegida "Cordeiro Bragançano" é a Agrupamento de Produtores de Cordeiros Bragançanos.